# Azuragrion
Azuragrion is een geslacht van libellen (Odonata) uit de familie van de waterjuffers (Coenagrionidae).

## Soorten
Azuragrion omvat 6 soorten:
- Azuragrion buchholzi (Pinhey, 1971)
- Azuragrion granti (McLachlan, 1903)
- Azuragrion kauderni (Sjöstedt, 1917)
- Azuragrion nigridorsum (Selys, 1876)
- Azuragrion somalicum (Longfield, 1931)
- Azuragrion vansomereni (Pinhey, 1955)